# Jenny Salén
Jenny Chatrine Salén, född 24 april 1976 i Ånimskogs församling, Älvsborgs län, är sångerska i dansbandet Jenny Saléns från Torup, Halland. Hon nominerades till Guldklaven som "Årets sångerska" 2005 och även 2009. Hon kom 2:a i tävlingen om "Sveriges sexigaste dansbandssångerska 2008". Hon sjöng mellan 2001 och 2002 i dansbandet Sannex. Därefter startade hon 2003 ett eget band tillsammans med sin sambo saxofonisten Niklas Adamsson som blev Årets blåsare 2007 på Guldklaven.

## Utmärkelser
- 2013: Guldklaven för årets sångerska.[8]

## Nomineringar
- 2005: Guldklaven för årets sångerska.
- 2009: Guldklaven för årets sångerska.
- 2015: Guldklaven för årets sångerska.